# NGC 5597
NGC 5597 este o galaxie spirală situată în constelația Balanța. A fost descoperită în 14 mai 1784 de către William Herschel.